# Nederländernas administrativa indelning
Nederländernas administrativa indelning är idag baserad på 12 provinser (provincië). Därinunder finns 415 kommuner (gemeente).
De flesta provinsgränser ligger nära gamla gränser av delstater i republiken Förenade Nederländerna (1586-1795). Det politiska styret leds av en "Kommissaris van de Koningin", som är den nederländska motsvarigheten till en landshövding.

## Provinser
Nederländerna har idag 12 provinser.

## Kommuner
Varje provins är i sin tur indelad i ett antal kommuner. Sedan 1 januari 2019 finns 355 nederländska kommuner. På senare år har antalet kommuner minskat, när mindre kommuner slagits ihop till större. Tre öar - Bonaire, Saba och Sint Eustatius – är sedan 2010 nya kommuner; alla tre var tidigare del av Nederländska Antillerna.